# Ahmad I al-Mansur
Ahmad I al-Mansur of Ahmed I el-Mansoer (Fez, 1549 – buiten Fez, 25 augustus 1603) regeerde van 1578 tot aan zijn dood in 1603 als sultan van de Saadidynastie. Al-Mansur was een van de meest belangrijke en invloedrijke heersers in de geschiedenis van Marokko.

## Leven
Al-Mansur was de vijfde zoon van Mohammed ash-Sheikh, de eerste sultan van de Saadidynastie. Zijn grootste nalatenschap is de constructie van het El-Badipaleis in Marrakesh. Vanwege de hoge kosten van het Marokkaanse leger besloot hij handel te drijven met de christelijke economieën in het noorden, wat onder andere leidde tot een succesvolle handelsrelatie met Elizabethaans Engeland.

### Koloniale ambities en veroveringen
Ahmad al-Mansur was geobsedeerd met het idee om Amerika te koloniseren, of hij wou het ten minste binnenvallen. Zijn ideeën deelde hij met Elizabeth I, die ook soortgelijke gedachten had. Zowel de Engelse koningin als al-Mansur had Spanje als vijand; iets wat hun band versterkte.
Al-Mansur veroverde met het Marokkaanse leger het Songhai-rijk. Het doel van de verovering was om slaven en goud te verzamelen, om uiteindelijk over te schakelen naar het hoofddoel: Amerika koloniseren.
In het jaar 1600 trok zijn diplomaat Abd el-Ouahed ben Messaoud naar Londen waar hij de Anglo-Marokkaanse alliantie moest versterken. Hij bezorgde al-Mansurs brief aan Elizabeth I, waarin hij zijn plannen uitlegde om de Spanjaarden uit Amerika te verdrijven en vervolgens Amerika te veroveren.
Elizabeth I antwoordde al-Mansurs brief niet, al-Mansurs plannen vielen in duigen. Toen Elizabeth I geen assistentie gaf werd al-Mansur ervan overtuigd dat ze nutteloos was voor zijn grootse plannen. Zonder de hulp van de Engelsen besloot al-Mansur een militair akkoord te sluiten met de Spanjaarden, in een poging om beschermd te worden van het Ottomaanse rijk.
Voor Elizabeths dood stuurde ze nog een brief naar al-Mansur, waarin ze haar spijt liet merken; ze noemde Ahmad een broer.

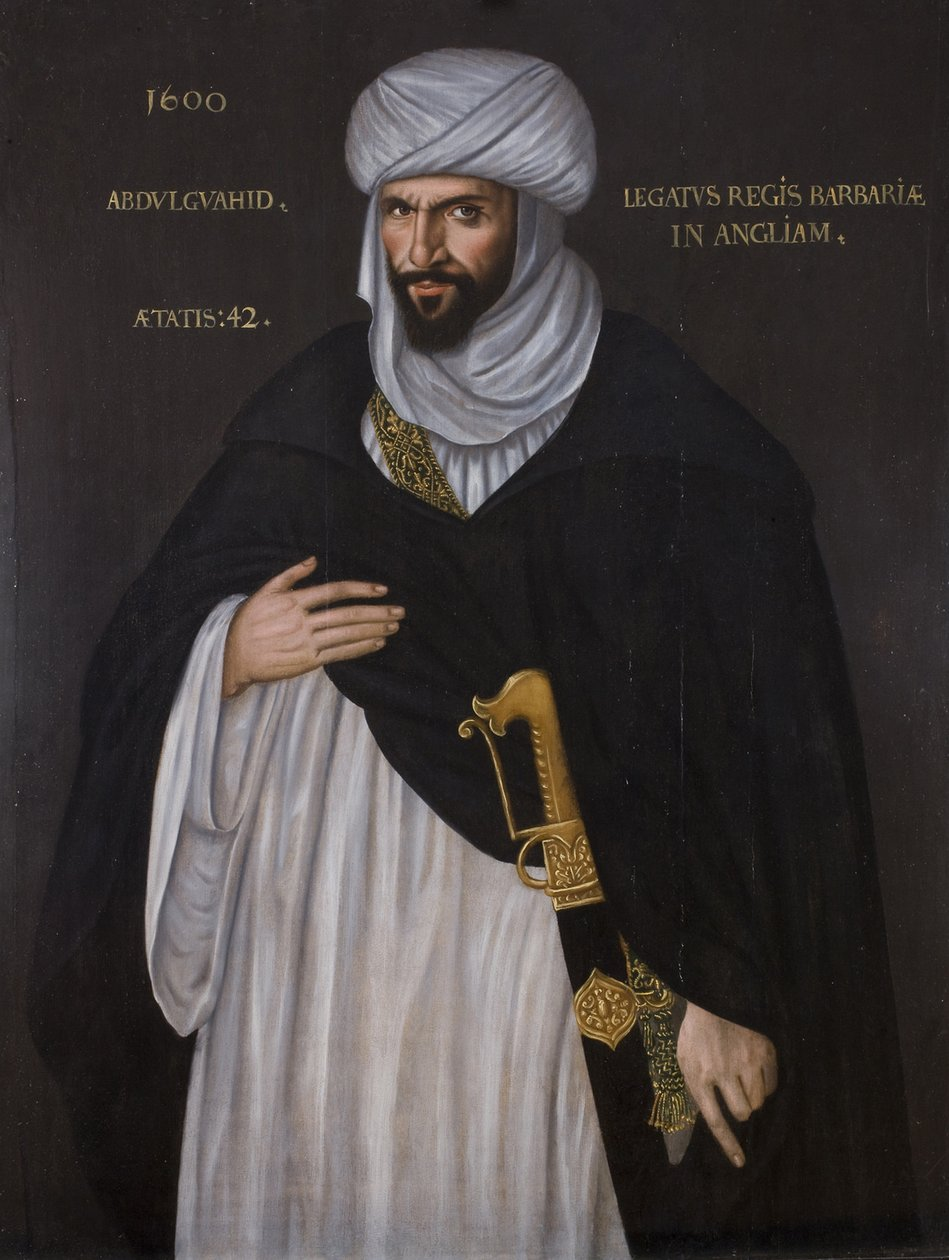
Een reproductie van een portret van Abd el-Ouahed ben Messaoud ben Mohammed Anoun.

### Dood
Hij stierf in 1603 aan de pest en ligt begraven in de Saaditombes van Marrakesh. 1603 was het zelfde jaar waarin Elizabeth I stierf.

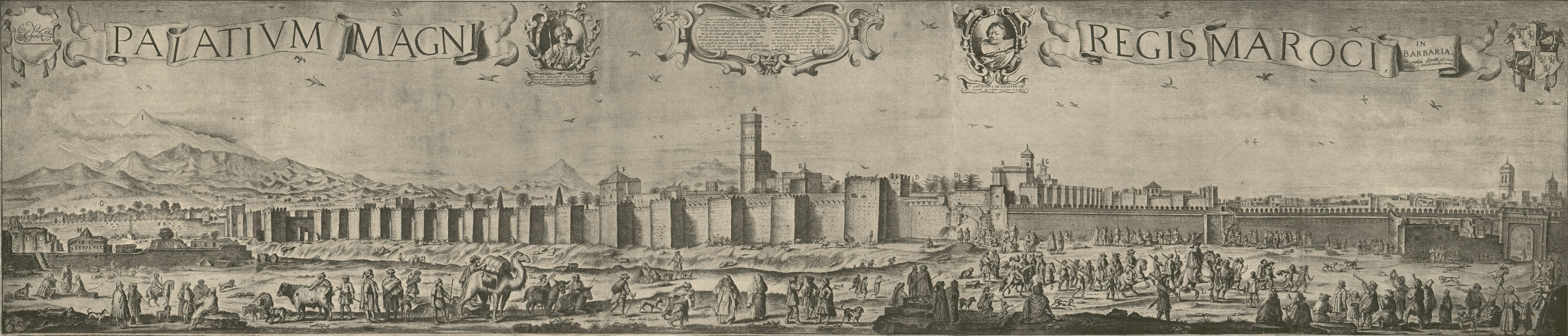
Het El-Badipaleis, geëtst door Adriaen Matham. Aldaar woonde al-Mansur; het werd ook gebouwd in opdracht van hem.

- Bibliothèque nationale de France: cb160642342 (data)
- Gemeinsame Normdatei: 121179605
- International Standard Name Identifier: 0000 0000 2798 3650
- Library of Congress Control Number: n88263399
- Nederlandse Thesaurus van Auteursnamen: 182290654
- Système universitaire de documentation: 149840977
- TDVİA: ahmed-el-mansur
- Virtual International Authority File: 5781102
- WorldCat: E39PBJvRQ6XXRKVmVtxfyDpwYP